# Casa Catà
La casa Catà és un edifici situat als carrers dels Mirallers, 10 bis, d'en Rosic, 4-4 bis i de Nicolau de Santcliment, 5 de Barcelona, catalogat com a bé cultural d'interès local.

## Història
Segons la documentació notarial, el 1571, Marquesa Amat de Palou, vídua de Joan de Palaudàries, en nom propi i com a administradora dels béns dels seus fills, vengué una propietat composta de quatre designes (parcel·les) medievals a Gaspar de Càncer. La seva filla Maria es va casar amb Joan de Tamarit-Lladernosa i de Tafurer, senyor de Rodonyà, i l'hereu fou Hug de Tamarit-Lladernosa i de Càncer, casat amb Alamanda de Vilanova i d'Oluja. El 1696, la vídua Maria de Càncer i el seu net Salvador de Tamarit-Càncer-Lladernosa i de Vilanova, senyor de Rodonyà, Masarbonès i Montferri, vengueren la propietat al corredor d'orella Joan Catà. Fill d'uns pagesos d'Arenys de Mar, s'havia casat en primeres noces amb Paula Renau, filla d'un passamaner, i en segones, amb Gertrudis Ferriol, filla d'un botiguer de teles i era l'administrador de la companyia de comerç Dalmases, Catà i Piria, els altres socis de la qual eren Pau Ignasi de Dalmases i Castells (àlies Ros) i Antoni Piria i Dalmases.
El 1710, Josep Catà amplià la propietat amb la meitat d'una casa al carrer d'en Rosic, adquirida als hereus del negociant de Tossa de Mar Joan Ferran amb Josep Ros i Julià, que es quedà l'altra meitat. Fou succeït com a administrador de la companyia pel seu fill Anton Catà i Renau, visitador de pólvora i salnitre, que el 1746 fou condemnat pel Tribunal d'Artilleria a pagar uns deutes als seus creditors, i el 1748, la propietat fou venuda en subhasta pública al botiguer de teles Josep Buigas.
El 1776, el seu fill Josep Buigas i Crest va demanar permís per a remuntar-hi un segon pis i fer-hi balcons, i el 1799, donat que no disposava de diners per a fer-hi les obres necessàries, va establir la finca en emfiteusi (excepte una de les designes, en domini directe de la corona, que li va haver de vendre) al comerciant italià Llàtzer Barabino (o Barrabino), que tenia llogat el magatzem i el primer pis. Buigas va continuar vivint al segon pis fins a la seva mort l'any següent.
El 1805, Barabino va demanar permís per a reedificar el frontis del carrer de Nicolau de Sant Climent amb planta baixa i tres pisos, i també per a remuntar-hi un tercer pis i modificar algunes obertures, segons el projecte del mestre de cases Miquel Bosch. El 1806, va demanar novament permís per a obrir una porta al carrer dels Mirallers per al seu magatzem, a sota del balcó central.

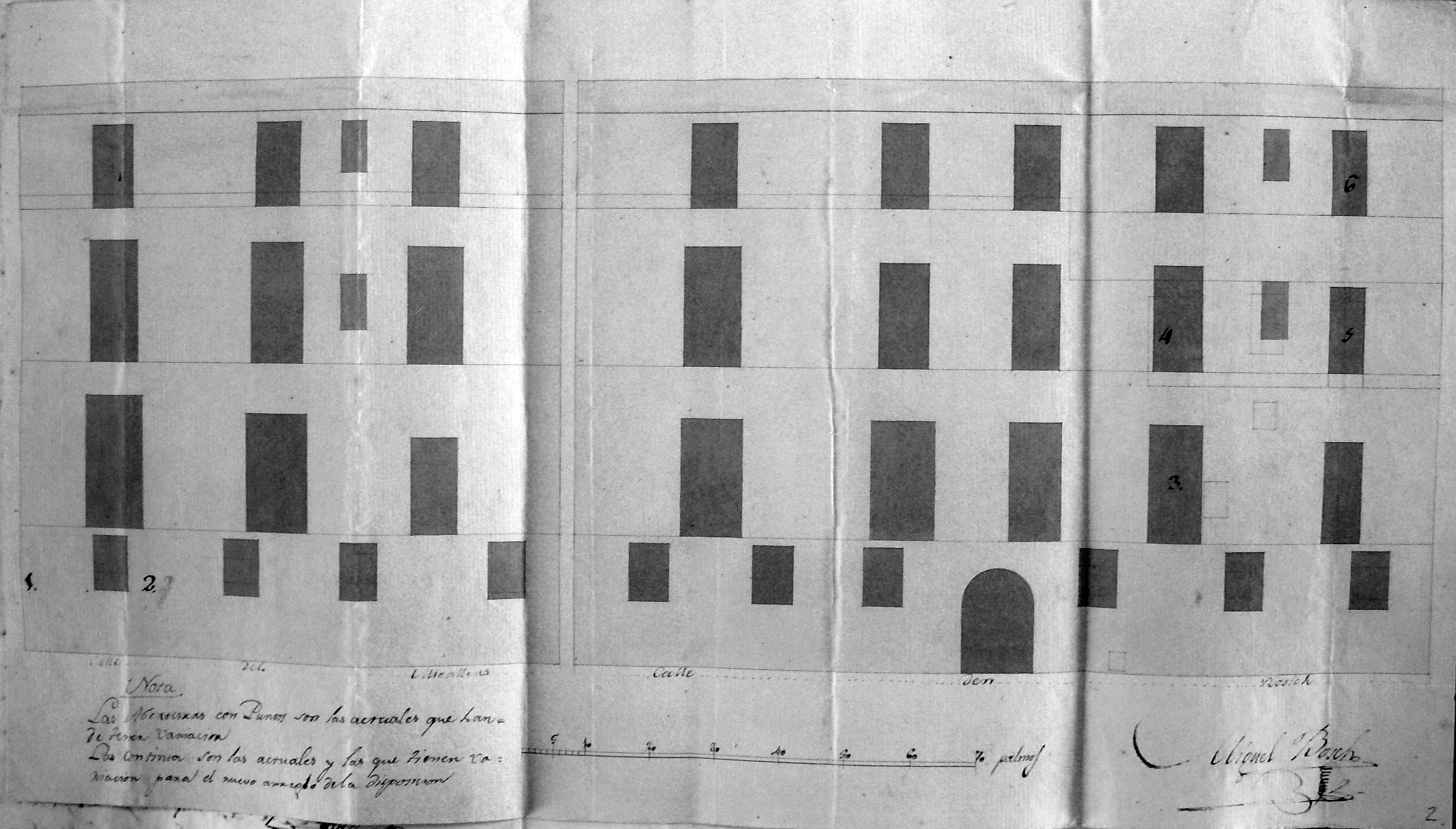
Projecte de reforma de les façanes dels carrers dels Mirallers i d'en Rosic (1805)

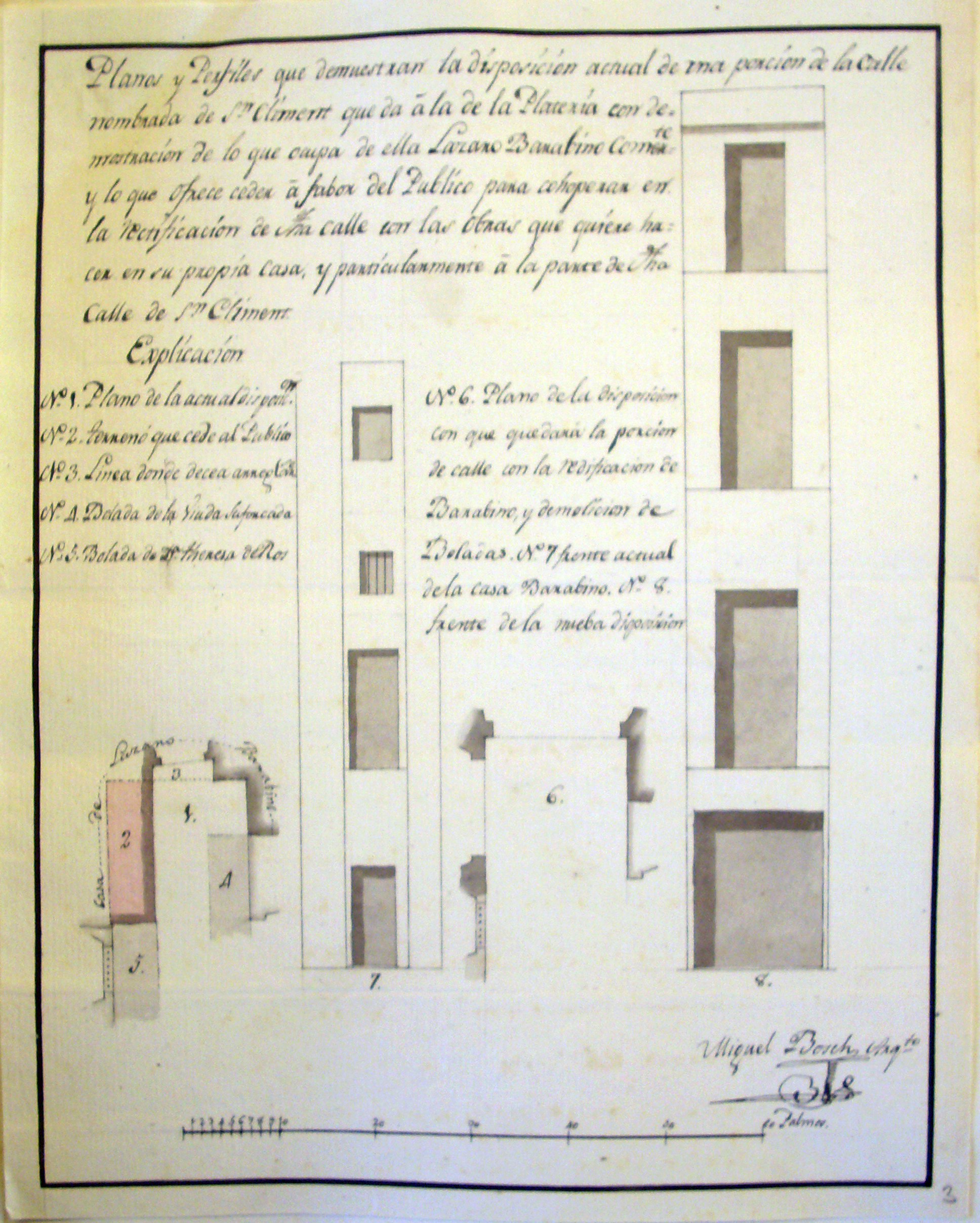
Projecte de reedificació del frontis del carrer de Nicolau de Sant Climent (1805)

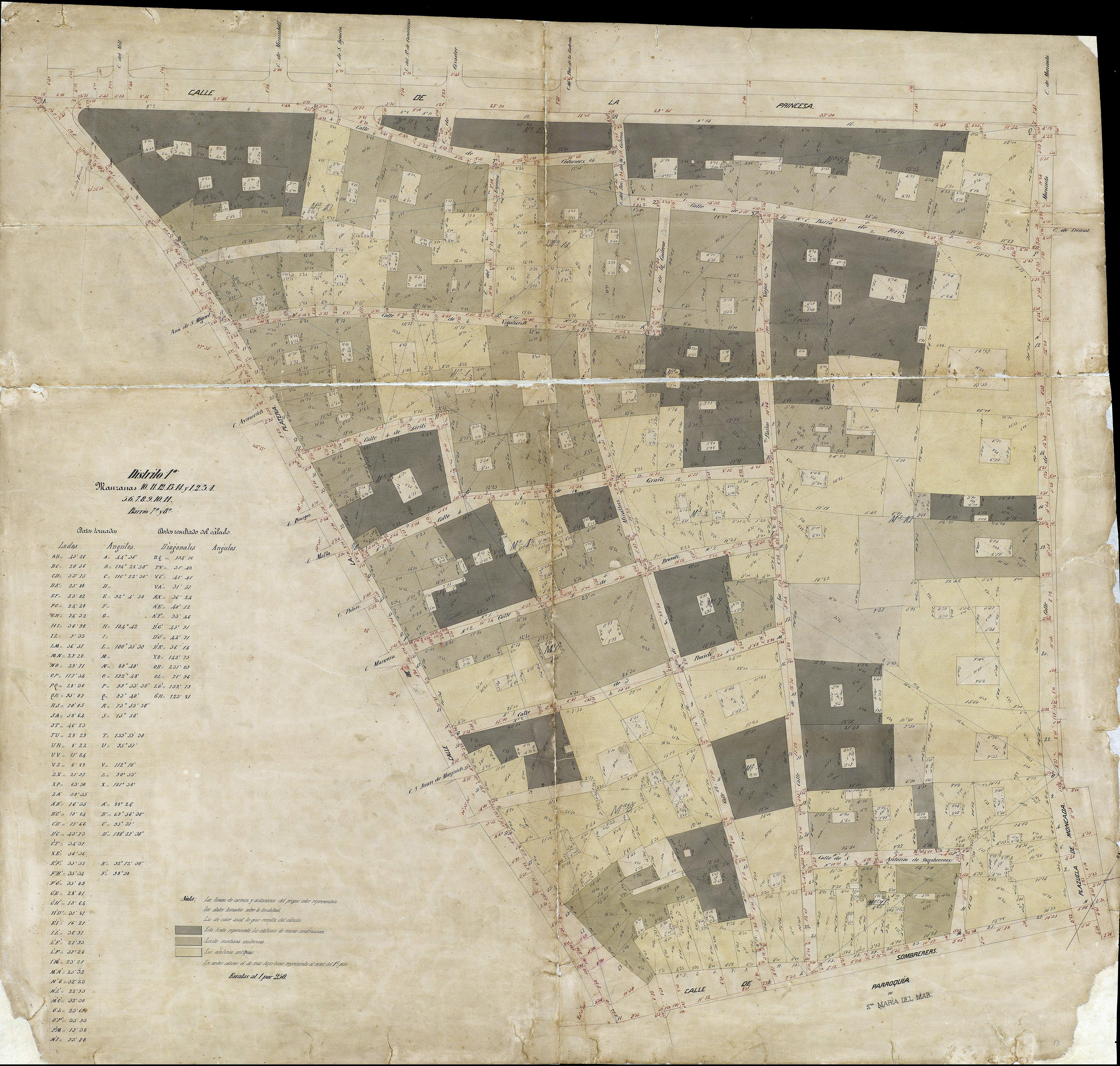
Quarteró núm. 13 de Garriga i Roca (c. 1860)

Cap al 1820, durant el Trienni Liberal, Tomàs Sans, un pilot d'altura que havia fet diners a Amèrica, va invertir els seus capitals en l'adquisició d'aquesta i una altra finca als carrers Ample i de Simon Oller. Hi visqueren el seu germà Manuel, professor de l'Escola de Nàutica, així com el seu fill Manuel Sans i Cabot (†1871), que es va casar amb Maria Corbella i Riera (†1912) i foren pares del pintor Tomàs Sans Corbella.

## Descripció
Casalot de planta baixa i tres pisos, articulat al voltant de dos patis interiors. Als baixos del carrer d'en Rosic hi ha dues finestres amb decoració a la base dels brancals, una de les quals ha estat reconvertida en porta, perdent així l'ampit. Al mateix carrer s'obre el portal principal, d'arc escarser i dovelles marcades, i un altre portal d'arc rebaixat rectilini. Els balcons del primer pis són de llosana de pedra i barana de ferro, mentre que als dos pisos superiors són de llosana de rajola i ferro. El coronament té una cornisa.
El parament de la planta baixa i el primer pis estava fet amb carreus irregulars de mida mitjana, però al tombant de segle va ser reformat amb un estucat que imita carreus regulars, tot mantenint un tractament diferent per als dos pisos superiors. Al cos meridional de l'interior d'illa s'alça una torre de guaita.